# Carlton Cole
Carlton Michael Cole Okirie vagy egyszerűen Carlton Cole (Croydon, 1983. november 12. –) angol válogatott labdarúgó, csatár.

## Pályafutása

### Chelsea
Cole 2001-ben, ifiként csatlakozott a Chelsea-hez, 2002 áprilisában, egy Everton elleni meccsen mutatkozhatott be, mikor csereként váltotta Jimmy Floyd Hasselbainket. Három héttel később kezdőként kapott lehetőséget a Middlesbrough ellen és gólt is szerzett. A 2001/02-es szezonban még egyszer, egy Aston Villa elleni 3-1-es vereség során lépett pályára.
A 2002/03-as évadot már a Chelsea első csapatánál kezdte. Az első meccsen, a Charlton Athletic ellen gólt szerzett és gólpasszt adott, így nagy szerepet vállalt csapata 3-2-es sikerében. 2002 augusztusában megrepedt az egyik csont a lábában. Novemberben térhetett vissza egy Gillingham elleni Ligakupa-meccsen, ahol kétszer is betalált.
Claudio Ranieri ezután azt mondta, Cole a legjobb fiatal játékos, akivel valaha dolga volt. "Soha nem láttam még olyan jó fiatal futballistát, mint Carlton. Fantasztikusan játszik, bár a karrierje igazából még el sem kezdődött. Nagyon hosszú távra szóló szerződése van, biztos vagyok benne, hogy szép jövő vár rá a Chelsea-nél." Ekkoriban azonban nem sok szerephez jutott Eiður Guðjohnsen, Jimmy Floyd Hasselbaink és Gianfranco Zola mellett, így még novemberben kölcsönadták a Wolverhampton Wanderersnek. Hét meccsen lépett pályára a Farkasoknál és egy gólt szerzett, mielőtt 2003 januárjában visszatért volna a Chelsea-hez.
2003 nyarán Cole új, hat évre szóló szerződést kapott a Kékektől, de rajta kívül Eiður Guðjohnsen, Adrian Mutu, Mikael Forssell és Jimmy Floyd Hasselbaink is próbált bekerülni a csapatba, ezért a szezon végéig kölcsönben a Charlton Athletichez igazolt. Ott összesen 22 meccsen játszott és öt gólt szerzett, ezzel járulva hozzá a Charlton hetedik helyéhez a Premier League-ben. Az Athletic a 2004/05-ös szezonra is szerette volna kölcsönvenni a csatárt, de ezt az idényt az Aston Villánál töltötte. Cole minden sorozatot egybevéve 30 meccsen szerepelt a birminghamieknél és hét gólt lőtt. Rögtön első meccsén, a Southampton ellen betalált 2004 augusztusában.
Cole 2005 nyarán tért vissza a Chelsea-hez és részt vett a csapat több szezon előtti barátságos meccsén. Didier Drogba és Hernan Crespo mellett mindössze 12-szer lépett pályára a londoni csapatnál a 2005/06-os szezonban és egy gólt szerzett, egy Huddersfield Town elleni FA Kupa-meccsen.

### West Ham United
2006 júliusában Cole ismeretlen összeg fejében a West Ham Unitedhez igazolt. Első tétmeccsén csereként állt be a Charlton Athletic ellen és néhány másodperccel később már gólt is szerzett. Csapata végül 3-1-re nyert. Ebben a szezonban még nem igazán tudta állandósítani a helyét a csapatban, 23 bajnokin kapott lehetőséget. ebből 15-ször csereként és három gólt lőtt. A 2008/09-es szezont remek formában kezdte, első nyolc meccsén négy gólt szerzett. 2008. október 26-án megkapta első piros lapját a West Hamnél egy Arsenal elleni meccsen.

## Válogatott
Cole nigériai és sierra leonei felmenőkkel is rendelkezik, de úgy döntött, hogy ezen országok helyett inkább Angliát képviseli majd válogatott szinten. 2003 és 2005 között állandó tagja volt az U21-es angol válogatottnak. 19-szer hívták be és hat gólt szerzett, ebből kettőt egy Ukrajna elleni 3-1-es siker során 2004 augusztusában. Az u21-es válogatott akkori szövetségi kapitánya, Peter Taylor azt mondta, Cole-nak minden esélye megvan, hogy a nagy válogatottba is bekerüljön.
2008 nyarán a nigériai válogatott szövetségi kapitánya meghívta Cole-t a csapat edzőtáborába egy Dél-Afrika ellen Vb-selejtező előtt. Mint később kiderült, Cole ha akart volna, sem válhatott volna már nigériai válogatott játékossá, mivel túllépte azt a korhatárt, ami alatt még nemzetiséget válthatott volna. Az angol válogatottban 2009. február 11-én, Spanyolország ellen mutatkozhatott be csereként beállva.

## Sikerei díjai
West Ham United
- Championship – rájátszás győztes: 2011–12

## Játékos Statisztikái

### Klub
| Klub                                 | Szezon         | League               | League          | League | Kupa            | Kupa  | Ligakupa        | Ligakupa | Egyéb           | Egyéb | Összesen        | Összesen |
| Klub                                 | Szezon         | Bajnokság            | Pályára lépések | Gólok  | Pályára lépések | Gólok | Pályára lépések | Gólok    | Pályára lépések | Gólok | Pályára lépések | Gólok    |
| ------------------------------------ | -------------- | -------------------- | --------------- | ------ | --------------- | ----- | --------------- | -------- | --------------- | ----- | --------------- | -------- |
| Chelsea                              | 2001–02        | Premier League       | 3               | 1      | 0               | 0     | 0               | 0        | 0               | 0     | 3               | 1        |
| Chelsea                              | 2002–03        | Premier League       | 13              | 3      | 2               | 1     | 1               | 2        | 0               | 0     | 16              | 6        |
| Chelsea                              | 2003–04        | Premier League       | 0               | 0      | —               | —     | —               | —        | 0               | 0     | 0               | 0        |
| Chelsea                              | 2005–06        | Premier League       | 9               | 0      | 2               | 1     | 0               | 0        | 1               | 0     | 12              | 1        |
| Chelsea                              | Összesen       | Összesen             | 25              | 4      | 4               | 2     | 1               | 2        | 1               | 0     | 31              | 8        |
| Wolverhampton Wanderers (kölcsönben) | 2002–03        | First Division       | 7               | 1      | —               | —     | —               | —        | —               | —     | 7               | 1        |
| Charlton Athletic (kölcsönben)       | 2003–04        | Premier League       | 21              | 4      | 1               | 1     | —               | —        | —               | —     | 22              | 5        |
| Aston Villa (kölcsönben)             | 2004–05        | Premier League       | 27              | 3      | 1               | 0     | 2               | 0        | —               | —     | 30              | 3        |
| West Ham United                      | 2006–07        | Premier League       | 17              | 2      | 2               | 1     | 0               | 0        | 2               | 0     | 21              | 3        |
| West Ham United                      | 2007–08        | Premier League       | 31              | 4      | 2               | 0     | 4               | 2        | —               | —     | 37              | 6        |
| West Ham United                      | 2008–09        | Premier League       | 27              | 10     | 4               | 1     | 1               | 1        | —               | —     | 32              | 12       |
| West Ham United                      | 2009–10        | Premier League       | 30              | 10     | 0               | 0     | 2               | 0        | —               | —     | 32              | 10       |
| West Ham United                      | 2010–11        | Premier League       | 35              | 5      | 2               | 2     | 6               | 4        | —               | —     | 43              | 11       |
| West Ham United                      | 2011–12        | Championship         | 40              | 14     | 0               | 0     | 0               | 0        | 3               | 1     | 43              | 15       |
| West Ham United                      | 2012–13        | Premier League       | 27              | 2      | 2               | 0     | 0               | 0        | —               | —     | 29              | 2        |
| West Ham United                      | 2013–14        | Premier League       | 26              | 6      | 0               | 0     | 4               | 0        | —               | —     | 30              | 6        |
| West Ham United                      | 2014–15        | Premier League       | 23              | 2      | 3               | 1     | 0               | 0        | —               | —     | 26              | 3        |
| West Ham United                      | Összesen       | Összesen             | 256             | 55     | 15              | 5     | 17              | 7        | 5               | 1     | 293             | 68       |
| Celtic                               | 2015–16        | Scottish Premiership | 4               | 0      | 1               | 1     | 0               | 0        | 0               | 0     | 5               | 1        |
| Sacramento Republic                  | 2016           | United Soccer League | 3               | 0      | —               | —     | —               | —        | 1               | 0     | 4               | 0        |
| Persib Bandung                       | 2017           | Liga 1               | 5               | 0      | —               | —     | —               | —        | —               | —     | 5               | 0        |
| Teljes karrier                       | Teljes karrier | Teljes karrier       | 348             | 67     | 22              | 9     | 20              | 9        | 7               | 1     | 397             | 86       |

1. ↑  Pályára lépések a Bajnokok ligájában
2. ↑  Pályára lépések az Európa-ligában
3. ↑  Pályára lépések a Championship rájátszásban
4. ↑  Pályára lépések az USL rájátszásban

### A válogatottban
| Nemzeti csapat | Év       | Pályára lépések | Gólok |
| -------------- | -------- | --------------- | ----- |
| Anglia         | 2009     | 6               | 0     |
| Anglia         | 2010     | 1               | 0     |
| Összesen       | Összesen | 7               | 0     |

## Külső hivatkozások
- Carlton Cole pályafutásának statisztikái a Soccerbase oldalon (angolul)

- Carlton Cole adatlapja a West Ham United honlapján
- Carlton Cole adatlapja az EnglandStats.com-on